# E×E
《E×E》是日本YUZUSOFT於2007年6月1日發售的戀愛冒險類型成人遊戲，E×E為「Empty×Embryo」的簡稱。

## 概要
遊戲發售日當天官方網站釋出1.1版的修正檔。於2007年6月15日釋出1.11版的修正檔。雖然打著「學園格鬥冒險遊戲」的名號，卻沒有格鬥遊戲的戰鬥操作以及輸入的指令，而是典型的數位小說型式。遊戲內的選項相當少，並且集中在遊戲初期，難易度略低。

## 故事簡介
十年前在岬市的八坂綜合醫院發生火災事故，造成了大規模的災害。遇到交通事故而住院的主角伏見籐矢僥倖的逃過一劫，不過在這間醫院進行研究的母親伏見鈴乃而不幸身亡。一面背負著的悲傷的籐矢受到了白峯沙耶的保護，以及幼小的妹妹伏見真姬奈一起生活。火災事故過了十年後的某一天，應該死於火災事故的鈴乃出現在籐矢的面前。

## 登場人物

### 主要角色
伏見籐矢
本作品的主角。父親已經過世，母親死於八坂綜合醫院的火災事故。就讀於織部學園，在八坂綜合醫院一邊做清潔工（在尚之的幫助之下），與妹妹真姬奈跟沙耶一起生活著。以前有弓道的經驗，在學校裡並沒有參加任何社團。
野宮悠（配音員：青山ゆかり）
轉學到籐矢班上的少女。虽然她看起来才色兼備，待人接物也很亲切，经常露出笑容，其實是裝出來的。本來她的個性很不讨人喜欢，也不善于和人交往，與其他人保持一段距離。她也是十年前的火災事故的受害者之一，跟籐矢一樣從事研究的父親過世，後來獨自一人生活。在火災事故前在父親的吩咐住院，這時候與籐矢相遇，後來再次相遇時沒能想起來。大腿上有像條碼一樣的花紋，擁有發火能力。
籠夏希（配音員：みる）
籐矢的同班同學。留著看不見眼睛的頭髮，總是在自己的桌子前念書，由於她的身高矮小，在班上總是沒有存在感的少女。但她並不是沉默寡言且陰沉，若是能和她對上話，會得到十分普通的回應。也是有著天真的一面。不關心自己的穿著與打扮，對火鍋的執著非常深。
貴船未緒（配音員：風音）
拿著日本刀的女性。救了被鈴乃襲擊的籐矢。不知道是所屬哪一個組織，調查著關於八坂綜合醫院的研究。外表上看起來非常冷酷，平常時個性非常坦率又大膽的大姐姐。不擅長對付貓。與沙耶是以前的朋友。她是十年前的火災事故的其中一名受害者，跟籐矢僥倖逃過一劫，不過就是因為這樣她的戶籍卻登記成死亡，使著她過著逃亡的生活。

### 次要角色
伏見真姬奈（配音員：榊るな）
籐矢的妹妹。是個天真無邪而且非常有精神的少女。有時候常常做出無理取鬧的事情。
白峯沙耶（配音員：一色光）
鈴乃過世之後，撫養籐矢與真姫奈的女性。平常在家裡是和善又平靜並且是認真的性格，不過一旦生氣起來相當恐怖，整個晚上都在說教。與未緒是以前的朋友。
伏見鈴乃（配音員：野神奈奈）
籐矢與真姫奈的母親。在八坂綜合醫院從事著某種研究，由於十年前的火災事故而過世。生前好奇心旺盛，像小孩子一樣的愉快的女性。十年後突然出現，並且攻擊籐矢...。
上御靈圓（配音員：榊原由依）
籐矢的同班同學也是青梅竹馬。個性開朗並且溫柔的性格，是個非常普通的少女。
加茂壽士（配音員：杉崎和哉）
籐矢的同班同學也是朋友。是個遇到任何事情都勇往直前的人，喜歡對女孩子性騷擾，喜歡檢查女孩子的內衣（尤其是圓），跟籐矢同樣沒有參加任何社團，但是常常幫家裡的忙。
日向紅葉（配音員：佐本二厘）
神秘的少女。外表看起來楚楚可憐，實際上個性完全相反，喜歡對別人做惡作劇。本人自稱「邪惡的魔術師」。知道十年前的火災事故的真相，竊取尚之的研究的罪魁禍首。
八坂紫織（配音員：成瀨未亞）
尚之的養子。留著長頭髮又有可愛的外表的男孩子。
八坂尚之（配音員：小次郎）
八坂綜合醫院的現任院長。上一代的院長隨著八坂甚五郎的逝世，年輕的他坐上院長的位子。沉默寡言而且冷淡的言行帶來了冷靜的印象，不過他推薦過籐矢院內的清潔的工作。每天晚上裡主動慰問住院的病患。對以前進行研究而發生火災事故的父親產生厭惡，不過他為了某種成就而拜託紅葉，而被她蒙騙研究某種東西。
宇治上影臣（配音員：ドテラ4号）
以前在八坂綜合醫院從事某種研究的其中一人。他遇到十年前的火災事故而得救，帶著未緒一起逃亡。後來跟未緒同樣隸屬於某個組織，調查著八坂綜合醫院。沒有任何感情存在，為了達到目的而不擇手段而殺害無數人。
Exel
鈴乃所說「從醫院跑出來」的黑貓。被紫織所撿起來。從鈴乃與紅葉以及紫織為首的醫院相關人員手中逃出來了之後，不顧一切地尋找某種東西。後來被真姫奈保護，而成為白峯家的寵物，而被真姬奈說成「會說人話的貓」。

## 製作人員
- 人物設計、原畫：梦璃凛（むりりん）、小舞一（こぶいち）
- 劇本：
- 音樂：Famishin
- CG：煎路、
- 影片製作：

## 主題曲
片頭曲：「Trust in me」
作詞：Riryka 作曲：Famishin 編曲： 歌：榊原由依
片尾曲：「True drop」
作詞：霜月遙  作曲：Famishin 編曲：R.EAST 歌：霜月遙

## 相關商品

### CD
- E×E Original Sound Track（E×Eオリジナルサウンドトラック）

收錄片頭曲與片尾曲的完整版以及遊戲中的25首背景音樂的原聲帶。

### 書籍
- E×E Official Picture Fan Book（E×Eオフィシャルビジュアルファンブック）

## 註腳
1. 1 2 3 4 5 6 7 8 9 10 11 12  . YUZUSOFT.   [2017年1月19日]. （原始内容存档于2016年12月10日） （日语）.

## 外部連結
- E×E官方網站（页面存档备份，存于）（日語）
- 《E×E》在視覺小說數據庫的頁面 （英文）